# 深沢政雄
深沢 政雄（ふかざわ まさお、1921年 - 2000年）は、日本の俳優・スーツアクター。芸名は小人のマーチャン、マーチャン。

## 来歴・人物
非常に小柄な体格で、これを生かした役柄が多く、「小人のマーチャン」の芸名で、日劇のショーやタップダンス、芝居、キャバレーや舞台でのコミックショーで活躍した。台湾や東南アジアなど、海外興行の経験もある。
映画作品では、1967年に東宝の『怪獣島の決戦 ゴジラの息子』製作の際にオーディションを受け、円谷英二と有川貞昌両特技監督に見出され、当時46歳でミニラ役に抜擢された。以降2作品にもミニラ役で出演している。ゴジラのスーツアクターを務めた中島春雄は、深沢について器用で面白い動きが得意であったと証言している。一方で、40代で初めて着ぐるみを着たため苦労していたとも述懐している。
それ以前にも特撮テレビドラマ『ウルトラQ』（TBS、円谷特技プロ）の怪獣「ガラモン」役の候補に挙がったことがあるが、採用はされなかった。

## 出演作品

### 映画
- ゴジラシリーズ：ミニラ[5][2]
  - 怪獣島の決戦 ゴジラの息子（1967年）
  - 怪獣総進撃（1968年）
  - ゴジラ・ミニラ・ガバラ オール怪獣大進撃（1969年）
- 陽炎座（1981年）[2]
- ウルトラシリーズ
  - ウルトラマン物語（1984年）：ドックン[2]
  - ウルトラQ ザ・ムービー 星の伝説（1990年）：土偶型ワダツジン[2]、漁師
- プルガサリ 伝説の大怪獣（1985年）：生まれたてのプルガサリ[2]
- ロボフレンド（1987年）：トゥーマッチ
- ミカドロイド（1991年）：アパートの住人

### テレビ
- 緊急指令10-4・10-10 第20話「宇宙から来た暗殺者」（1972年）：ロック星人

## 関連人物
- 破李拳竜 - 『ゴジラvsメカゴジラ』でベビーゴジラを演じた。元祖「ゴジラの息子」であるミニラを演じた深沢をリスペクトした。また、深沢を「マーさん」と呼んだ[6]。